# Bon Iver
Bon Iver – amerykański zespół indie-folkowy założony w 2006 roku przez piosenkarza i autora tekstów Justina Vernona.
Termin „bon iver” jest połączeniem francuskiego bon hiver (pol. dobra zima) oraz niewłaściwie wymówionego bon ivre (pol. nieźle pijany).